# Monsampolo del Tronto

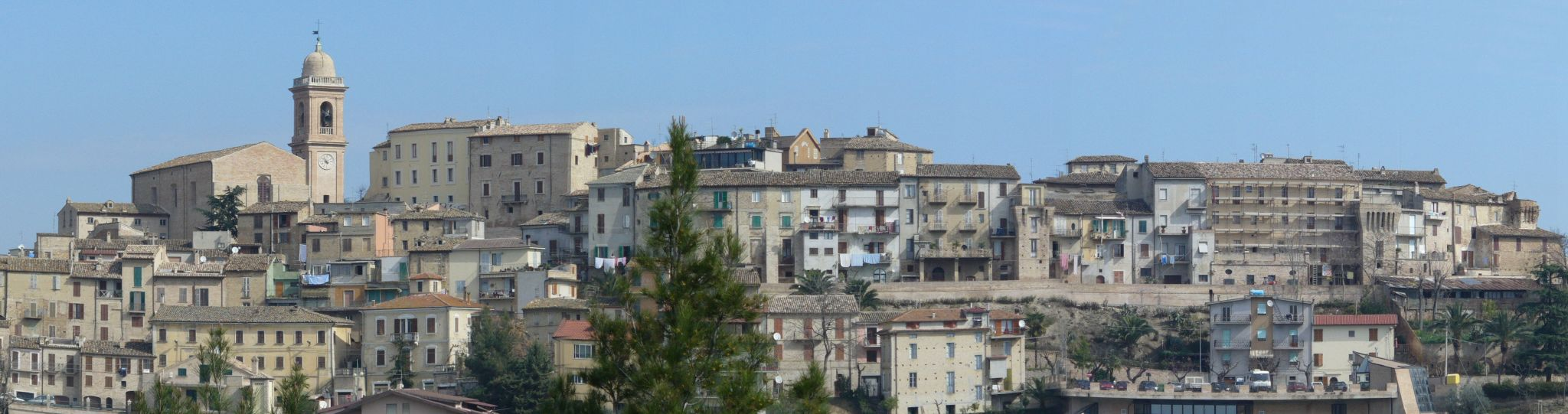
Panorama von Monsampolo del Tronto

Monsampolo del Tronto (im lokalen Dialekt: lu Mondë) ist eine italienische Gemeinde (comune) mit 4444 Einwohnern (Stand 31. Dezember 2023) in der Provinz Ascoli Piceno in den Marken. Die Gemeinde liegt etwa 17,5 Kilometer ostnordöstlich von Ascoli Piceno und etwa 9,5 Kilometer westlich der Adriaküste und grenzt unmittelbar an die Provinz Teramo.

## Verkehr
Mit einem Bahnhof liegt die Gemeinde an der Bahnstrecke von Ascoli Piceno nach San Benedetto del Tronto. Am südlichen Rand der Gemeinde führt der Raccordo autostradale 11 von Ascoli Piceno zur Adriaküste.